# Руссе, Жиль
Жиль Руссе́ (фр. Gilles Rousset; род. 22 августа 1963, Йер) — французский футболист, игравший на позиции вратаря.

## Клубная карьера
Руссе начал свою карьеру с «Сошо» в 1982 году, где он провел восемь сезонов, сыграв более чем в 100 матчах, прежде чем перешёл в «Олимпик Лион» в 1990 году. Он быстро зарекомендовал себя в качестве основного вратаря на «Стад Жерлан», сыграв в 98 матчах за 3 сезона.
В 1993 году «Олимпик Марсель» был втянут в коррупционный скандал. Наличие такой восходящей звезды, как Фабьена Бартеза не позволило Руссе поучаствовать в матчах. Из-за скандала клуб был понижен в Лигу 2 и был вынужден продать ряд футболистов (Руссе в том числе).
Один сезон Руссе провёл с клубом « Ренн», прежде чем перебрался в Шотландию, где выступал за «Харт оф Мидлотиан». В 1998 году помог команде в шестой раз за свою историю стать обладателем Кубка Шотландии.

## Карьера за сборную
Дебют за национальную сборную Франции состоялся 21 января 1990 года в матче Международного турнира в Кувейте против хозяев турнира. Был включен в состав сборной на чемпионат Европы 1992 в Швеции в качестве запасного вратаря. Всего Руссе провёл за сборную 2 матча.

## Достижения
- Обладатель Кубка Шотландииː 1997/98